# ミッキー型の貯水塔
ミッキー型の貯水塔（英: Earffel Tower）は、世界のディズニーパークに存在しているハリウッド（ロサンゼルス）の映画スタジオにある貯水塔をイメージとしたシンボルである。

## 概要
アメリカのハリウッドの映画製作スタジオで使用されている貯水塔を元に設計されており、引火性の高い木製のフィルムセットの火災を防ぐための安全対策として建てられたものである。なお、アトラクションとはなっていない。
夜はミッキーマウスの耳の周りのライトで照らされている。

## 存在するパーク
- ウォルト・ディズニー・スタジオ・パーク（ディズニーランド・パリ）

## かつて存在したパーク
- ディズニー・ハリウッド・スタジオ（ウォルト・ディズニー・ワールド・リゾート）[2]

## 各施設の概要

### ディズニー・ハリウッド・スタジオ
アメリカのディズニー・ハリウッド・スタジオの貯水塔の高さは 40 m となっており、貯水塔は当初、ハリウッドのグローマンズ・チャイニーズ・シアターをイメージとした建造物とともに、ディズニー・ハリウッド・スタジオの象徴としての役割を果たしていた。2015年2月25日にはグローマンズ・チャイニーズ・シアターがクローズしたため、ディズニー映画『ファンタジア』内に登場するミッキーの青い魔術師の帽子に変更された。
ミッキー型の給水塔はピクサー映画『トイ・ストーリー』をモデルとしたエリア「トイ・ストーリーランド」開発のため2016年4月29日にクローズされた。

### ウォルト・ディズニー・スタジオ・パーク
フランスのウォルト・ディズニー・スタジオ・パーク内のミッキー型の給水塔は、パリの観光地「エッフェル塔」の名前をイメージとして「アッフェル塔」(Earful Tower) という名前が付けられている。
ウォルト・ディズニー・スタジオ・パークのものは高さ 49 m となっている。